# Doktorsring

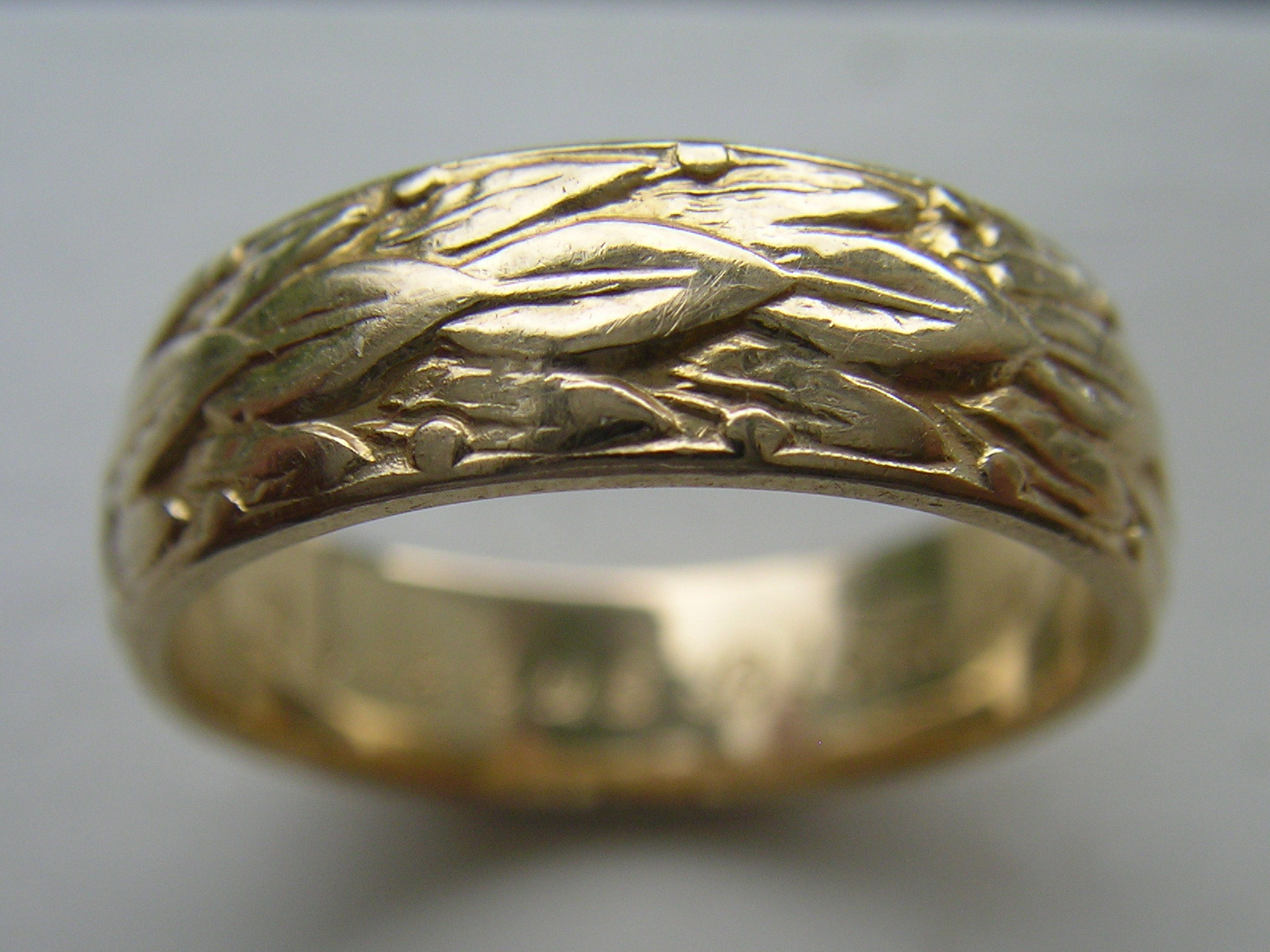
Doktorsring för filosofie doktorer vid Uppsala Universitet.

Doktorsring är en ring som bärs av doktorer. Ringen är ofta i guld och bärs traditionellt på vänster ringfinger (ovanför vigselringen eller förlovningsringen) och uttrycker doktorns "förbund med vetenskapen".
Tidigare fick promovenden motta doktorsringen under promotionen, och så sker idag fortfarande vid Lunds Universitet. I övrigt så sker idag oftast endast en symbolisk överlämning under promotionen av promotorn med orden "accipe annulum" ("mottag ringen"). Doktorsringen får oftast införskaffas på egen bekostnad hos en juvelerare. Vanligt är dock att hedersdoktorer får sig ringen tilldelad under promotionsceremonin.
Ringarna bär symboler för respektive fakultet och skiljer sig åt mellan olika universitet. En doktor använder endast den typ av doktorsring som är knuten till det universitet och den fakultet där vederbörande promoverats.